# دادگاه حمید نوری
دادگاه حمید نوری، دادگاه رسیدگی به اتهامات حمید نوری، متهم به مشارکت در اعدام دسته‌جمعی زندانیان عقیدتی سیاسی ایران در تابستان ۱۳۶۷ بود که در ۴ مه ۲۰۲۲ پایان یافت. دادگاه منطقه استکهلم سوئد روز ۱۴ ژوئیه حمید نوری را به دلیل مشارکت در اعدام‌های زندانیان سیاسی در سال ۱۳۶۷، به حبس ابد محکوم کرد.
این دادگاه ۹ ماه به‌طول انجامید که در ۹۲ جلسه برگزار و ۳۴ شاکی و ۲۶ شاهد در آن شهادت دادند. برای برقراری امنیت دادگاه، شمار زیادی از نیروهای پلیس در محل مستقر بودند.
حمید نوری ۱۸ آبان ۱۳۹۸ (نهم نوامبر ۲۰۱۹) به محض ورود به فرودگاه آرلاندا در استکهلم سوئد و تحت اصل صلاحیت قضایی جهانی بر اساس پرونده شکایت ایرج مصداقی و حمید اشتری بازداشت شد. او به اتهام مشارکت در اعدام زندانیان سیاسی مجاهد و چپ در زندان گوهردشت در تابستان سال ۱۳۶۷ بازداشت شد. اتهاماتی که دادستانی در رابطه با زندانیان مجاهدین خلق به حمید نوری نسبت داده، جنایت جنگی و قتل عمد است. اما اتهامی که دادستانی در رابطه با زندانیان چپ به او نسبت داده تنها قتل عمد است. وکلای حمید نوری مدعی بودند که در این دادگاه سیاسی‌کاری انجام شده و شاکیان و شاهدان علیه نوری از این دادگاه استفاده کرده‌اند تا حکومت جمهوری اسلامی را محکوم کنند. دادگاه استیناف حکم نهایی را در ۲۸ آذر ۱۴۰۲ مبنی بر حبس ابد اعلام کرد.
نوری در ۱۵ ژوئن ۲۰۲۴ در تبادل زندانیان بین ایران و سوئد آزاد شد و به ایران برگشت.

## پیش‌زمینه
این نخستین باری است که یکی از اعضاء هیئت مرگ کشتارهای سال ۱۳۶۷ در خارج از مرزهای ایران بازداشت و دادگاهی شده است.

### اعدام‌های دهه ۱۳۶۰
در مرداد و شهریور ۱۳۶۷، هزاران زندانی سیاسی با دستور سید روح‌الله خمینی، بنیان‌گذار و رهبر جمهوری اسلامی، اعدام و در گورهای دسته‌جمعی دفن شدند. تعداد دقیق کشته‌شدگان نامعلوم مانده است اما بنا به برآوردهای تخمینی سازمان‌های حقوق بشری و سیاسی، به حدود پنج هزار نفر می‌رسد.
مقام‌ها و مسئولان جمهوری اسلامی جنازه هیچ‌یک از قربانیان کشتارهای فراقضایی سال ۱۳۶۷ را به خانواده‌هایشان تحویل نداده و به علاوه، در تلاش برای محو کردن هر نشانی از قربانیان، محل دفن اجساد را هم به اکثر خانواده‌ها اطلاع نداده‌اند. حسینعلی منتظری در آن زمان در جلسه‌ای با مقام‌های مسئول، این اعدام‌ها را بزرگ‌ترین جنایت تاریخ ایران خوانده بود.

### حمید نوری
حمید نوری (زاده ۹ اردیبهشت ۱۳۴۰ در تهران) با نام مستعار حمید عباسی، کارمند سابق قوه قضائیه جمهوری اسلامی ایران است. او که در ابتدا به عنوان پاسدار در سپاه پاسداران فعال بوده است، در سال ۱۳۶۱ درخواست کار در دادستانی می‌دهد و متهم است که در زمان کشتارهای تابستان سال ۱۳۶۷ دستیار محمد مقیسه در زندان گوهردشت بوده است.
گفته می‌شود نوری از نزدیکان سید ابراهیم رئیسی و یکی از مسئولان هیئت اعدام در زندان‌های اوین و گوهردشت (زندان رجایی‌شهر) کرج بوده است. بنابر شهادت‌ها و کتاب‌های منتشر شده از خاطرات زندانیان سیاسی، حمید نوری با نام مستعار «عباسی» در زمان اعدام‌ها دادیار زندان گوهردشت بوده است. گفته می‌شود حمید نوری در سمت دادیار به ناصریان کمک می‌کرده و در واقع دستیار او بوده است.

### دادگاه‌های مشابه در سوئد
دادگاه‌های سوئد از سال ۲۰۱۰ مظنونان غیر سوئدی را با استناد به اصل صلاحیت قضایی جهانی تحت پیگرد قرار داده و تاکنون به ۱۰ پرونده رسیدگی کرده‌اند که پنج پرونده، مربوط به یوگسلاوی سابق و روآندا، همانند پرونده حمید نوری پرونده‌هایی تاریخی با شاکیان بسیار و پنج پرونده، عراق و سوریه، مربوط به جرایم معاصر با یک یا بدون شاکی خصوصی بوده‌اند.

## دستگیری و اتهامات
در نوامبر ۲۰۱۹ دادستان‌های سوئدی بنابر پرونده شکایت ایرج مصداقی و حمید اشتری با استناد به اصل حقوقی «صلاحیت قضایی جهانی» خواستار دستگیری محاکمه نوری شده بودند. ایرج مصداقی پیش از ورود حمید نوری به خاک اروپا از این سفر آگاهی پیدا کرده بود. او اسناد و مدارک را به شکلی که کمترین افراد متوجه بشوند، به دستگاه قضائی ارائه می‌کند و کیفرخواست تنظیم می‌شود. دستگیری حمید نوری در ۸ نوامبر ۲۰۱۹ در فرودگاه آرلاندا در استکهلم پایتخت سوئد صورت گرفت. حکم بازداشت نهایی حمید نوری پنج روز پس از دستگیری او صادر شد. پس از دستگیری حمید نوری، دادستانِ بخش جرائم سازمان‌یافته و بین‌المللی سوئد در بیانیه‌ای در تاریخ ۱۳ نوامبر ۲۰۱۹ اتهامات او را نقض مجرمانه و فاحش قوانین بین‌المللی، معادل جنایت جنگی، و قتل عمد اعلام کرد.
دادستان پرونده کریستینا لیندهوف کارلسون، بخش عمده تحقیقات مقدماتی را در تاریخ ۳۱ ژانویه ۲۰۲۱ با ابلاغ متن اولیه کیفرخواست به حمید نوری به پایان رساند. پس از درخواست تمدید مهلت از سوی وکلای حمید نوری برای بررسی کیفرخواست اولیه، کیفرخواست نهایی در ۲۷ ژوئیه ۲۰۲۱ صادر شد. بر پایه این کیفرخواست، حمید نوری متهم است که در تابستان سال ۶۷ به عنوان دستیار معاون دادستان یا سمتی مشابه در زندان گوهردشت به عمد جان تعداد بسیار زیادی از زندانیان عضو یا هوادار سازمان مجاهدین و همین‌طور گروهی از اعضا یا هواداران گروه‌های چپ را گرفته است.
دادستانی سوئد در این پرونده با چالش‌های متعددی مواجه بود. از جمله اینکه در مورد کشتار زندانیان سیاسی در تابستان ۶۷، هیج سابقه قضایی وجود نداشت و نهادهای حقوق بشر سازمان ملل حتی یک بار در این زمینه تحقیق نکرده بودند، حمید نوری کل کشتار را انکار می‌کرد و اثبات مشارکت او بر اساس شهادت خانواده‌های قربانیان و زندانیان سابق، بدون امکان تحقیق واقعی در ایران، محدودیت ایجاد می‌کرد.
چند هزار شماره تماس و پیامک از تلفن همراه حمید نوری به دست آمده که روابط گسترده او با مقامات قضایی و به ویژه مسئولان دهه شصت زندان را نشان می‌داد. علاوه بر این، پلیس در تلفن همراه او، بخشی از سابقه کاری او مبنی بر فعالیت در قوه قضائیه ایران و وزارت اطلاعات را به دست آورده که در آنجا اسامی مستعار وی نیز ذکر شده است.

### فایل صوتی مکالمه محمد مقیسه‌ای
سازمان مجاهدین خلق ایران در ۱۵ نوامبر ۲۰۱۹ با انتشار فایل صوتی مکالمه محمد مقیسه‌ای (ناصریان)، فاش کرد که مقیسه‌ای چند روز قبل از سفر حمید نوری به سوئد صراحتاً به او گفته بود که به این سفر نرود زیرا دستگیر می‌شود. مقیسه‌ای در این فایل صوتی تصریح می‌کند که پلیس و اطلاعات و دادگاه سوئد از قبل از وضعیت نوری مطلع بوده‌اند. در این نوار محمد مقیسه‌ای تصریح می‌کند که حمید نوری کارمند دادگاه و مسئول دفتر او بود. این فایل به‌عنوان مدرک مربوط به دستگیری حمید نوری، توسط وکیل کنت لوئیس از وکلای شاکیان مجاهدین خلق به دادگاه ارائه و در دادگاه پخش شد. حمید نوری در این دادگاه تأیید کرد که پیش از سفر به سوئد با محمد مقیسه مشورت کرده و قاضی مقیسه در این مورد به او هشدار داده بود.

## جلسات
جلسات دادگاه از ۱۰ اوت ۲۰۲۱ با شش قاضی، دو حقوقدان حرفه‌ای و چهار شهروند غیر حقوقدان، آغاز شد. توماس ساندر ریاست هیئت قضات را بر عهده داشت. جلسات سی و ششم تا چهل و دوم این دادگاه طی دو هفته به جای استکهلم در شهر دورس آلبانی، محل استقرار شش تن از شاکیان و یک تن از شاهدان این دادگاه در اردوگاه اشرف برگزار شد.
۳۴ شاکی و ۲۶ شاهد طی نه ماه و در نود و دو جلسه دادگاه شهادت داده‌اند. آخرین جلسه ۴ مه ۲۰۲۲ به‌پایان رسید و بنا بر اعلام قاضی دادگاه حکم نهایی روز چهاردهم ژوئیه صادر خواهد شد.

### شاکیان و شاهدان
ایرج مصداقی، حمید اشتری و مختار شلاوند از نخستین کسانی هستند که پیش از بازداشت حمید نوری از او شکایت و تصویر او را شناسایی کردند. ایرج مصداقی در جلد سوم کتاب «نه زیستن، نه مرگ» که تلفیقی از خاطرات و گزارش از زندان‌های جمهوری اسلامی است، از نوری به عنوان یکی از آمران اعدام‌ها یاد کرده بود. مصداقی یکی از شاهدان پرونده حمید نوری است که علاوه بر شکایت و بازداشت و شناسایی حمید نوری، نقش عمده‌ای نیز در محاکمه وی داشته است. حمید اشتری که در زمان اعدام‌های تابستان ۱۳۶۷ در بند جهاد زندان گوهردشت بود، شهادت داد که بارها حمید نوری را پیش و پس از کشتار زندانیان سیاسی دیده است. اشتری در شهادت خود، به مسئولان وقت زندان گوهردشت بین سال‌های ۱۳۶۵ تا ۱۳۶۷ اشاره کرده و از او به عنوان مسئولان دادیاری زندان گوهردشت یاد می‌کند.
دادگاه جفری رابرتسون، اریک داوید، یان یارپه، شادی صدر، مارک کلامبری، اووه برینگ، سالی لانگوورت، دیوید کلفنذ و پیام اخوان را به عنوان شاهدان متخصص احضار کرد.
شادی صدر از بنیان‌گذاران سازمان عدالت برای ایران، در سال ۲۰۱۰، پس از شروع به کار سازمان عدالت برای ایران، تحقیق دربارهٔ شکنجه جنسی و خشونت مبتنی بر جنسیت علیه زندانیان سیاسی زن در دهه ۶۰ را آغاز کرده است. او شهادت داد که حسن گلزاری و مجید صاحب‌جمع دو زندانی سیاسی بودند که در مصاحبه‌هایشان در سال ۲۰۱۷ به‌طور مستقیم و مشخص از حمید عباسی به عنوان فردی نام برده‌اند که در زندان گوهردشت با او مواجه شدند.
جفری رابرتسون در سال ۲۰۱۱ با همکاری بنیاد عبدالرحمن برومند یک گزارش تحقیقی مفصل در مورد کشتار زندانیان سیاسی در سال ۱۳۶۷ تهیه کرد که به عنوان ادله اثباتی جزو مدارک و مستندات این دادگاه مورد استناد قرار گرفته است.
بن هسلبری و گیتا هدینگ وایبری دو تن از وکلای شاکیان و شاهدان خواستار اشد مجازات برای نوری و همچنین پرداخت غرامت و دیه شدند.

### دفاعیات متهم و وکلا
حمید نوری، با نام مستعار حمید عباسی، کشتار زندانیان سیاسی در تابستان سال ۱۳۶۷ را انکار می‌کند و آن را ساختگی و جعلی می‌داند. او همچنین مدعی است از میانه تابستان ۶۷، یعنی زمان جرم انتسابی، به دنبال تولد فرزندش برای چند ماه به مرخصی رفته است. او همچنین گفته است یک عباسی دیگر را می‌شناسد که در زندان گوهردشت کار می‌کرده است و می‌گوید اسامی کشته‌شدگان قابل تأیید نیست.
وکلای نوری دادگاه سوئد را فاقد صلاحیت رسیدگی به این پرونده می‌دانند. آنها ادعا کردند که دادگاه سوئد صلاحیت رسیدگی به وقایع ۳۴ سال پیش در ایران را ندارد و باید این پرونده را برگرداند. همچنین تأکید دارند بین گفته‌های شاهدان و شاکیان نزد پلیس و در دادگاه تناقض‌های اساسی وجود دارد. همچنین تحقیقات دادستانی را ناقص دانسته و گفته‌اند چرا دادستان سوئد درخواست نکرده که از زندان گوهرشت، گورهای دست‌جمعی، راهروی مرگ یا حسینیه‌ای که گفته شده اعدام‌ها در آن به اجرا درآمده است، بازدید کند.

### دفاعیات کنت لوئیس، از وکلای مدافع شاکیان پرونده
روز ۱۲ اردیبهشت ۱۴۰۱ در جلسه نود و یکم دادگاه، کنت لوئیس، از وکلای مدافع برخی از شاکیان پرونده از اعضاء سازمان مجاهدین خلق، در آخرین دفاعیات خود گفت، او برخلاف دادستان‌های این پرونده معتقد است جنگ بین جمهوری اسلامی و مجاهدین از قبل از ۳۰ خرداد ۱۳۶۰ و با کشتن مجاهدین آغاز شده و کماکان ادامه دارد، وی افزود که عملیات فروغ جاویدان در امتداد جنگ ایران و عراق نبوده و درگیری مسلحانه بین‌المللی محسوب نمی‌شود.
کنت لوئیس در ارتباط با فتوای خمینی گفت که این حکم براساس اتهام محاربه به اعضاء و هواداران سازمان مجاهدین صادر شد. وی در پایان اعلام کرد که بر اساس کیفرخواست دادستان‌ها از دادگاه، براساس قوانین سوئد برای حمید نوری به اتهام جنایت جنگی و قتل عمد تقاضای اشد مجازات یعنی حبس ابد کرده‌اند.

### درخواست دادستان
دادستانی سوئد از ایران خواسته بود که به آنها اجازه داده شود از محمد مقیسه با نام مستعار ناصریان، رئیس وقت زندان گوهردشت، و تقی عادلی با اسم مستعار داود لشگری، بازجویی کند. دادستانی سوئد همچنین می‌خواست از حسینعلی نیری و مرتضی اشراقی، اعضای هیئت متصدی اعدام‌ها مشهور به کمیسیون مرگ، در مورد نقش حمید نوری استعلام کند.
روز ۲۸ آوریل ۲۰۲۲ دادستان سوئد در کیفرخواست خود برای حمید نوری تقاضای اشد مجازات (حبس ابد) به اتهام «جنایت علیه بشریت و قتل» کرد.

### اعلام حکم حبس ابد
در ۱۴ ژوئیه ۲۰۲۲ حمید نوری، به دلیل دست داشتن در اعدام‌های زندانیان سیاسی در سال ۱۳۶۷، به حبس ابد محکوم شد. این حکم توسط دادگاه استکهلم اعلام شد و بر پایه قوانین سوئد این شدیدترین حکمی است که قضات می‌توانستند برای متهم در نظر بگیرند.
قضات دادگاه، اعلام کردند که در جریان کشتار زندانیان سیاسی سال ۶۷، جرائم بزرگی رخ داده و «رهبران مذهبی و سیاسی ایران پیش از هرگونه محاکمه عادلانه زندانیان سیاسی که اعدام شدند، تصمیم خود را برای اعدام آنها گرفته بودند.» در بخشی از بیانیه دادگاه آمده است: «متهم هم در کمک به معاون دادستان در زندان گوهردشت کرج نقش داشته و هم با دیگرانی که در اعدام‌ها دست داشتند، همکاری کرده است.»
در زمان اعلام حکم نوری، تعداد زیادی از بازماندگان اعدام‌های سال ۶۷ و خانواده‌های قربانیان در برابر دادگاه تجمع کرده بودند.

## آزادی
حمید نوری درجریان تبادل زندانی با سوئد آزاد و به ایران بازگشت. نخست‌وزیر سوئد اعلام کرد یوهان فلودرس و سعید عزیزی در جریان تبادل زندانی آزاد شدند. دولت عمان میانجیگری برای تبادل زندانیان را انجام داد. این تبادل شنبه ۱۵ ژوئن ۲۰۲۴/ ۲۶ خرداد ۱۴۰۳ صورت گرفت.

## دادگاه استیناف
دادگاه استیناف در آبان ۱۴۰۲ برگزار شد، و پس از ۲۲ جلسه روز ۱۷ آبان به کار خود پایان داد و حکم نهایی را روز سه‌شنبه ۲۸ آذر ۱۴۰۲ مبنی بر درستی حکم صادره در دادگاه بدوی که حبس ابد بود را اعلام نمود. در آخرین جلسه دادگاه استیناف کنت لوئیس وکیل شاکیان و شاهدان در دفاعیات خود گفت: «از نظر ما جنگ بین مجاهدین خلق و رژیم ایران جنگی غیر بین‌المللی بود و حمید نوری باید محکوم شود.» این جنگ از ۳۰ خرداد ۱۳۶۰ شروع و به گفته مصطفی پورمحمدی تا امروز ادامه دارد. عملیات مجاهدین علیه ایران مستقل از نیروها و ارتش عراق انجام می‌شد و به همین دلیل سازمان مجاهدین خلق پس از سرنگونی دولت قبلی عراق، از سوی آمریکا به عنوان افراد تحت حمایت کنوانسیون چهارم ژنو شناخته شدند. کنت لوئیس همچنین اسناد مربوط به استقلال مالی مجاهدین را به دادگاه ارائه کرد.
کنت لوییس در دادگاه استیناف با ارائه یک نظریه جدید حقوقی پیرامون قتل‌عام گفت: «همه شواهد و توالی وقایع و بررسی کارشناسانه متن حکم اثبات می‌کند که حکم خمینی در مورد قتل‌عام مجاهدین قبل از عملیات فروغ جاویدان صادر شده است. نظریه اثبات می‌کند که خمینی پروژه نابودی مجاهدین را از مدتها قبل شروع کرده بود و در سرفصل آتش‌بس برای بقای حکومت خود آن را شدت و سرعت بخشید.»
دادگاه استیناف سوئد در تاریخ ۱۹ دسامبر ۲۰۲۳ با رد درخواست تجدیدنظر، حکم حبس ابد را تأیید کرد.

## واکنش‌ها
حمید معصومی‌فر، سفیر ایران در سوئد، که پس از چند روز پیگیری موفق به ملاقات با نوری در زندان شد از کاربرد خشونت و رفتارهای غیرانسانی، ظالمانه و تحقیرآمیز در ارتباط با او خبر داد. حسین امیرعبداللهیان، وزیر امور خارجه ایران، در تماس تلفنی با همتای سوئدی‌اش، دادگاه حمید نوری را غیرقانونی توصیف کرد و خواستار آزادی فوری او شد.
اگنس کالامارد، گزارشگر ویژه اعدام‌های فراقانونی در سازمان ملل متحد این دادگاه را اولین گام مهم به سوی عدالت دربارهٔ اعدام‌های سال ۱۳۶۷ عنوان کرد و کومی نایدو، دبیرکل سازمان عفو بین‌الملل بازداشت نوری را تحولی تاریخی علیه مصونیت از مجازات کشتار زندانیان در سال ۱۳۶۷ در ایران دانست.
دختر و همسر حمید نوری در مصاحبه‌ای با پرس‌تی‌وی، تلویزیون انگلیسی‌زبان وابسته به جمهوری اسلامی ایران، دستگاه قضایی سوئد را به محروم کردن حقوق ابتدایی او متهم کردند. همچنین پسر او نیز در مصاحبه‌ای با بی‌بی‌سی فارسی گفت دستگاه قضایی سوئد، بیش از ۲۵ ماه به پدر او اجازه ملاقات با اعضای خانواده‌اش را نداد. کاظم غریب‌آبادی، دبیر ستاد حقوق بشر ایران این دادگاه را غیرقانونی، نمایشی و ناعادلانه و مغایر با اصول حقوق بشر و نقض عدالت قضائی خواند.
مریم رجوی رهبر سازمان مجاهدین خلق در ۴ مه ۲۰۲۲ و همزمان با پایان محاکمه حمید نوری، طی پیامی خطاب به تظاهرات ایرانیان در مقابل دادگاه استکهلم اعلام کشتار زندانیان مجاهد و مبارز در زندان گوهردشت به‌عنوان جنایت جنگی و جنایت علیه بشریت و درخواست اشد مجازات برای حمید نوری را یک مرحله در کارزار بزرگ دادخواهی خواند و گفت: «ما می‌گوییم که روزگار محاکمه همه مسئولان و آمران جنایت بزرگ در ایران فرا خواهد رسید. خامنه‌ای و رئیسی از همین می‌ترسند.»